# Dave Mirra Freestyle BMX
Dave Mirra Freestyle BMX è un videogioco sportivo pubblicato da Acclaim nel 2000. Realizzato sulla scia del successo di Tony Hawk's Skateboarding, il videogioco è sponsorizzato dal ciclista di BMX Dave Mirra. Nel 2001 il gioco ha ricevuto un seguito dal titolo Dave Mirra Freestyle BMX 2.